# Lucas de Cacena
Lucas de Cacena (Génova, c. 1458 — Angra, 1538), também referido por Luca Cassana, foi um influente mercador e um dos povoadores da ilha Terceira nos Açores. Com fortes ligações a Sevilha, fundou uma das primeiras casas comerciais que deram centralidade à nascente cidade de Angra, com seu irmão André de Cacena, foi um dos principais exportadores de pastel.

## Biografia
Luca Cassana nasceu em Génova no seio de uma família rica, de origem plebeia, desde há muito ligada ao comércio internacional, que se encontrava estabelecida com relações comerciais na Península Ibérica desde o início do século XV. Foi filho de Bartolomeo Cacena e irmão de Francisco Cacena. Seria também irmão ou primo de André Cacena. Lucas, Francisco e André Cacena integravam uma companhia comercial da qual Lucas era o sócio maioritário, tendo uma quota de três quartos.
Lucas chegou aos Açores nos primeiros anos da década de 1480, numa fase em que o povoamento das ilhas, particularmente as do Grupo Central, era ainda incipiente. Fixou-se na então nascente vila de Angra, dedicando-se ao comércio de importação e exportação, com destaque para a exportação de pastel. Tornou-se no maior mercador italiano da ilha Terceira e um dos principais da vila. A rua onde residia acabou por adoptar o seu nome, Travessa de Lucas de Cacena (actualmente a Rua dos Minhas Terras), nome que aquele arruamento ainda mantinha em 1585. Ao longo das décadas seguintes, Lucas construiria na vila de Angra, a partir de 1534 cidade de Angra, uma das mais prósperas casas comerciais dos Açores, com negócios que se estendiam às ilhas Graciosa, São Jorge e Pico. Os seus negócios terão mesmo atingido as ilhas Canárias. Ao tempo a relação comercial entre os Açores e Sevilha era intensa, com troca de pastel das ilhas por azeite da Andaluzia. Para além do comércio de importação e exportação, a casa comercial de Lucas também estava envolvida no comércio a retalho, já que nas suas casas de Angra vendia objectos sumptuários.
Também se dedicou à navegação e financiou pelo menos três viagens para o oeste dos Açores, lideradas pelo experiente piloto Vicente Dias. Para além de financiador, Lucas terá participado nessas viagens de descoberta no Atlântico noroeste. Segundo o testemunho recolhido por Hernando Colón, estas explorações teriam resultado do avistamento por Vicente Dias de uma terra a oeste quando fazia a volta do largo no regresso de uma das suas viagens à Costa da Guiné. Tendo nessa volta escalado a vila de Angra, comunicou tal notícia a Lucas Cacena, que se interessou pela organização de uma expedição para reconhecer essa nova terra.
Com essa informação, Vicente Dias convenceu Lucas Cacena a armar um navio para ir até àquela nova ilha. Terá solicitado a colaboração do irmão Francisco, mas acabou por partir apenas com Vicente Dias em busca do novo território, que não conseguiram encontrar. Segundo Pierluigi Bragaglia, estas viagens terão ocorrido entre 1486 e 1491, sendo por isso anteriores à viagem de Cristóvão Colombo.
Em contacto com os Corte-Reais e outras personagens da elite social da ilha Terceira, a 22 de julho de 1530, obteve carta de armas da nobreza. O seu brasão era um escudo em campo de ouro com uma meia lua vermelha no topo, ao centro, e, em baixo, três faixas pretas; o elmo era de prata, aberto e guarnecido em ouro, com uma coroa de folhas em ouro, vermelho e preto e, por timbre, um meio leopardo de ouro com uma meia lua vermelha no peito. Pela mesma altura, foi-lhe conferida carta de naturalização portuguesa e, no ano seguinte, aparecia já designado, na documentação, como «fidalgo da Casa Real». Lucas foi o único Cacena a obter estatuto de nobreza.
Lucas e o seu irmão Francisco geriram o comércio do pastel da Terceira. O seu testamento refere que todo o pastel de 1538 pertencia à companhia da qual eles dois possuíam dois quintos, enquanto as restantes partes eram de Tommaso Spinola e Battista Grimaldo, genoveses estabelecidos em Toledo.
Em testamento, deixou ao irmão Francisco dois mil cruzados, ao irmão João cem cruzados, às filhas de André Cacena mil cruzados, ao irmão Pedro a mesma quantia e à irmã Ana de Cacena outros mil cruzados, os quais ela só viria a usufruir após o seu casamento com Pero de Revoredo. Contemplou também alguns escravos e deixou quinhentos réis a cada confraria de Angra e outras quantias destinadas a obras de caridade. Tendo vinculado as suas herdades a uma capela, estipulou que deveria ser cantada uma missa diária em seu nome no Convento de São Francisco de Angra, onde o seu corpo seria sepultado. O seu filho Francisco, cuja mãe era Catarina Lourenço, com quem Lucas nunca chegara a casar, ficou como administrador único dessa capela e de toda a sua fazenda.